# Леиф Холмквист
Леиф Ерик „Хонкен” Холмквист (швед. Leif Erik "Honken" Holmqvist; Јевле, 12. новембар 1942) некадашњи је шведски хокејаш на леду који је током каријере играо на позицији голмана. Члан је Хокејашке куће славних ИИХФ-а од 1999. године. Један је од тек четири шведска хокејаша ком је два пута додељивана награда Guldpucken за најбољег шведског играча (у сезонама 1967/68. и 1969/70, двоструки добитници овог признања били су још и Андерс Андерсон, Петер Форсберг и Ерик Карлсон). 
Највећи део играчке каријере провео је у шведској лиги где је пуних десет сезона играо за екипу АИК-а из Стокхолма. Његов дрес са бројем #1 који је носио играјући у Аику повучен је из употребе у том клубу. 
За сениорски национални тим дебитовао је на СП 1965, а ба светским првенствима наступио је укупно 7 пута освојивши три сребрне и четири бронзане медаље. У два наврата је био део шведског олимпијског тима на ЗОИ 1968. и ЗОИ 1972. године. 
По окончању играчке каријере једну сезону је радио и као главни тренер у екипи Траноса у другој лиги Шведске (сезона 1978/79). 